# Hungarian Juniors 2016
Das 8th Multi Alarm Hungarian Junior International 2016 fand als bedeutendstes internationales Nachwuchsturnier von Ungarn im Badminton vom 11. bis zum 14. Februar 2016 in Pécs statt. Es war die zehnte Auflage der Hungarian Juniors.

## Sieger und Platzierte
| Disziplin    | Gold                                        | Silber                                          | Bronze                                                |
| ------------ | ------------------------------------------- | ----------------------------------------------- | ----------------------------------------------------- |
| Herreneinzel | Korakrit Laotrakul                          | Arnaud Merklé                                   | Jan Louda                                             |
| Herreneinzel | Korakrit Laotrakul                          | Arnaud Merklé                                   | Phanuwat Srimanta                                     |
| Dameneinzel  | Manassanan Lerthattasin                     | Marie Demeyere                                  | Emma Karlsson                                         |
| Dameneinzel  | Manassanan Lerthattasin                     | Marie Demeyere                                  | Tereza Švábíková                                      |
| Herrendoppel | Pakin Kuna-Anuvit Natthapat Trinkajee       | Sukrit Maunglai Natchanon Tulamok               | Elias Bracke Arnaud Merklé                            |
| Herrendoppel | Pakin Kuna-Anuvit Natthapat Trinkajee       | Sukrit Maunglai Natchanon Tulamok               | Adam Gozzi Carl Harrbacka                             |
| Damendoppel  | Emma Karlsson Johanna Magnusson             | Pattaranan Chamnaktan Kwanchanok Sudjaipraparat | Natchpapha Chatupornkarnchana Sanicha Chumnibannakarn |
| Damendoppel  | Emma Karlsson Johanna Magnusson             | Pattaranan Chamnaktan Kwanchanok Sudjaipraparat | Michaela Fuchsová Tereza Švábíková                    |
| Mixed        | Pakin Kuna-Anuvit Kwanchanok Sudjaipraparat | Miha Ivančič Petra Polanc                       | Sukrit Maunglai Natchpapha Chatupornkarnchana         |
| Mixed        | Pakin Kuna-Anuvit Kwanchanok Sudjaipraparat | Miha Ivančič Petra Polanc                       | Paweł Śmiłowski Magdalena Świerczyńska                |